# آرمان بایانس
آرمان بایانس (انگلیسی: Armand Baeyens; ۲۲ ژوئن ۱۹۲۸ – ۱ ژوئیهٔ ۲۰۱۳) دوچرخه‌سوار اهل بلژیک بود.